# Magnani (famiglia pesciatina)
I Magnani, di origine imolese si stabilirono in Valdinievole alla fine del XVIII secolo, ove grazie alla loro capacità mercantile e imprenditoriale, rilanciarono l'antica attività manifatturiera della carta, divenendo in breve una delle famiglie più visibili e facoltose della Toscana.

## Storia della famiglia

### Le radici
Il primo della famiglia è indicato come Ramberto di Ruggero, proveniente da Casola Valsenio e ammesso alla cittadinanza di Imola nel 1240. Il padre di Ruggero, Pietro, fra l'altro diede origine al celebre ramo Magnani di Bologna.

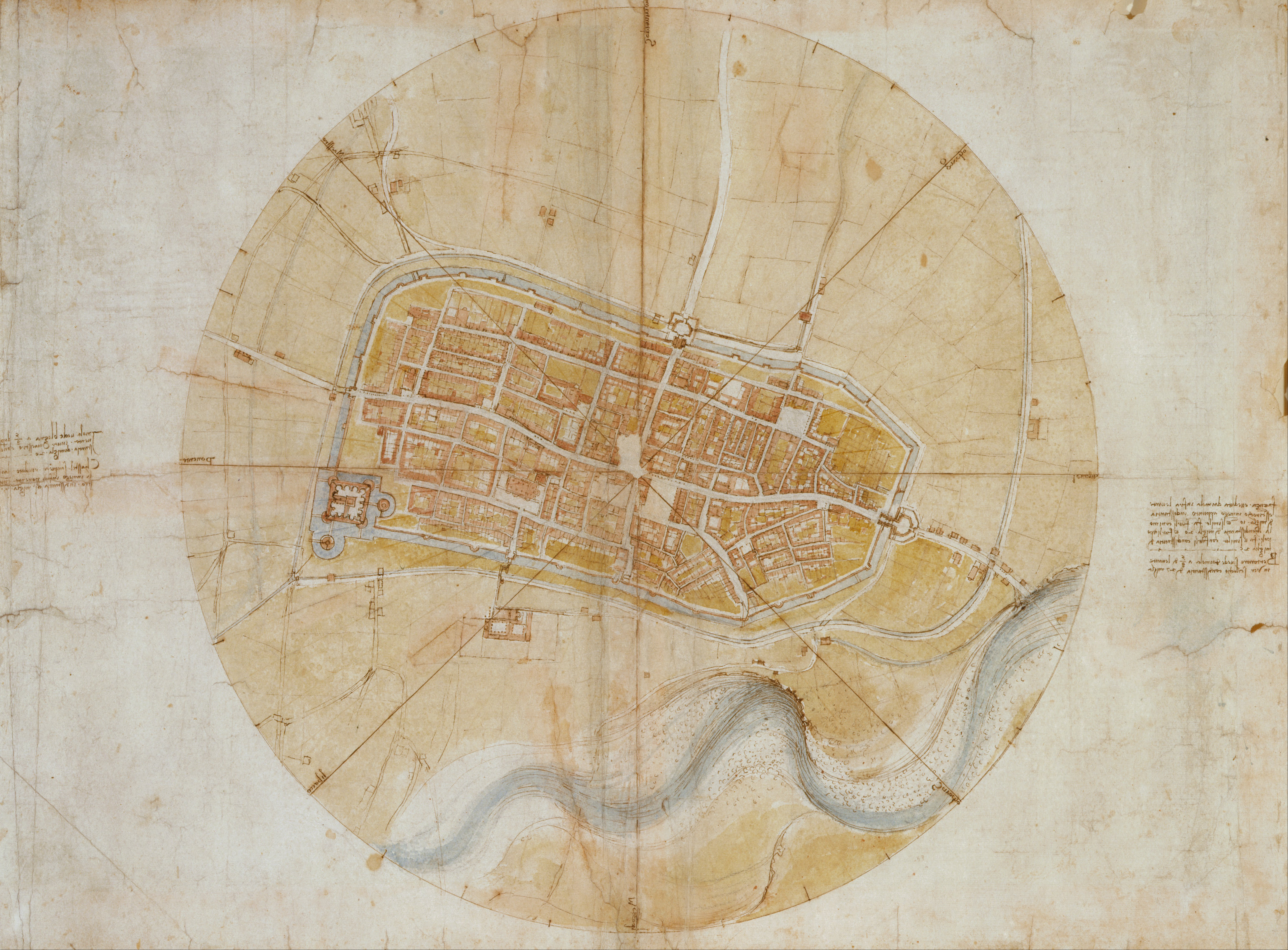
Leonardo da Vinci, Pianta di Imola, 1502

La discendenza di Ramberto fu molto numerosa e fin dalle origini fu dedita alla mercatura. Due dei suoi figli Bertolotto e Ruggero, compaiono rispettivamente, come artigiano l'uno, componente della "Società dei Fabbri" e l'altro componente della Società dei Beccai. Quest'ultimo, nel 1274 fu ascritto alla classe dei nobili della città di Imola.
Oltre la mercatura, molti componenti della famiglia, parteciparono nei secoli successivi al governo della città. Si contano tra l'altro molti notai, giureconsulti, diplomatici ed ecclesiastici. Antonio nel 1478 fu nominato da Girolamo Riario, procuratore dei notai della Città. Suo figlio Giacomo, fu, nel 1482 governatore di Forlì, successivamente vescovo di Imola e nel 1495, governatore di Cesena. Antonio fu nel 1536 Gonfaloniere di Giustizia, nel 1537 ambasciatore a Bologna e nel 1544 entrò a far parte della magistratura di Balìa. Francesco, nel 1609, già canonico, divenne vicario del cardinale Pietro Aldobrandini.
Gli ultimi cittadini di Imola furono il notaio Lorenzo (morto nel 1730), con il figlio del quale si estinse il ramo imolese, e Giuseppe che per motivi di mercatura si trasferì a Voltri (Genova), negli ultimi anni del XVII secolo.
Di quest'ultimo e del figlio Bernardo non si hanno molte notizie. In Liguria strinsero forti legami economici e di amicizia con la famiglia Ansaldi, accumulando una discreta fortuna con il commercio della seta. Nel 1730 i Magnani si trasferirono nel territorio Lucchese.

### Il primato imprenditoriale
Giorgio, figlio di Bernardo, nel 1760, da Lucca si trasferì a Pescia, ove acquistò, una prima cartiera, già di proprietà Cheli, e successivamente un'altra denominata "La Torre". Queste aziende, ormai obsolete, erano attive fin dagli inizi del XV secolo e furono completamente ristrutturate. Più tardi nel 1783, insieme all'imprenditore pesciatino Antonio Arrigoni, costruì una nuova cartiera concepita con criteri più moderni e molto più grande delle precedenti, denominata "Al Masso". L'alveo del torrente Pescia, che scorre vorticoso, nella zona conosciuta come Valleriana, costituiva il luogo ideale per l'insediamento di opifici manifatturieri.

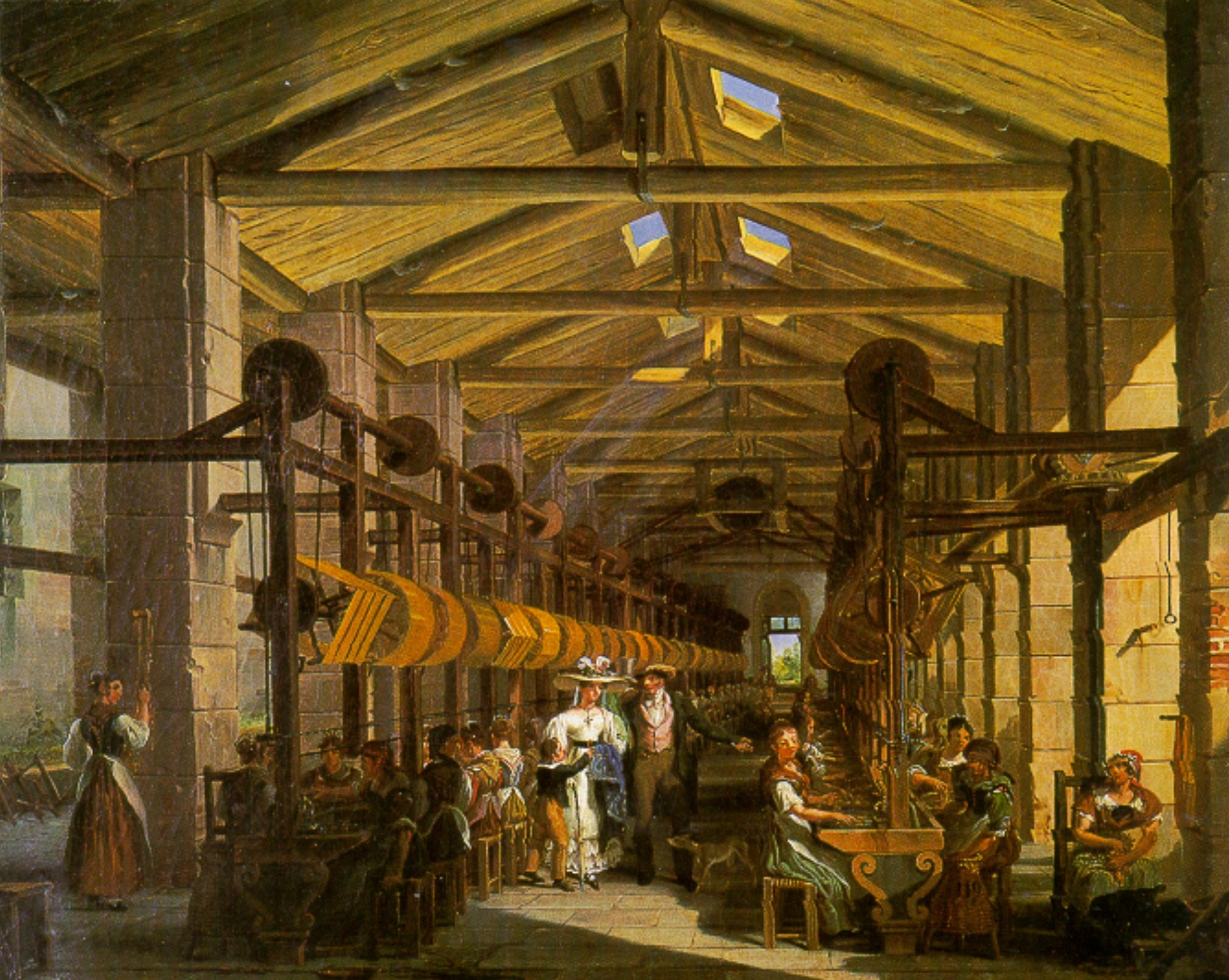
La struttura di una filanda dell'epoca 1829

 La portata del torrente infatti forniva un'ottima spinta per ruote e turbine, necessarie alla produzione industriale. Il Magnani alla fine del Settecento sciolse la società con l'Arrigoni riscattando le cartiere esistenti ed insieme ai suoi quattro figli e con l'impiego di ingenti capitali, diede inizio ad un'opera di ristrutturazioni e nuove costruzioni tale da inaugurare una stagione eccezionale. Infatti da un censimento effettuato nel 1811, delle ventuno fabbriche che si dispiegavano lungo il pendio del torrente, ben sette, tra le più moderne, appartenevano alla famiglia. Nel corso degli anni successivi, grazie all'operatività e il dinamismo dei proprietari, molti, se non tutti gli opifici, furono dotati di moderni impianti a vapore, atti a subentrare nella produzione, durante i periodi di magra del fiume. Grazie a tutte queste iniziative, i Magnani giunsero ad ottenere il sostanziale primato del settore. La notorietà venne incrementata ed assunta a livello internazionale, durante l'Ottocento, quando l'azienda cominciò a produrre carta per banconote e carte valori, nonché carte per artisti e stampatori di grande fama. Non a caso il 1º aprile 1810, Napoleone Bonaparte scelse questa carta pregiata, per la sua partecipazione di matrimonio con Maria Luisa d'Austria. Ciò diede, indubbiamente, un forte segnale di eccellenza. Fu, però, grazie all'abile politica commerciale ed alla fine diplomazia dei componenti della famiglia, che le loro aziende riuscirono a divenire i primi fornitori di carta moneta di molte Banche Centrali, in Europa ed in molti paesi nel mondo. Fra le altre ovviamente ci furono anche le banche emittenti dei paesi italiani preunitari, prima, e la Banca d'Italia, poi.
Va segnalato, inoltre, che, in quell'epoca, i Magnani si impegnarono anche nel settore della produzione serica, ottenendo un buon successo commerciale sia in patria che all'estero. La seta tuttavia, non sopravanzò mai, il settore cartaceo.

### L'affermazione economica
Il capostipite pesciatino Giorgio, di Bernardo, morì nel 1804, non prima di aver ottenuto per sé e la sua famiglia, l'ascrizione al ceto nobile anche nella città di Pescia, avvenuta nel 1803. Fu tumulato nella cappella di San Giorgio, da lui fondata nella sua residenza di Ricciano. Giunto in toscana, poco più di trent'anni prima, indubbiamente già dotato di beni di fortuna, lasciò ai figli un patrimonio di inusitata grandezza.

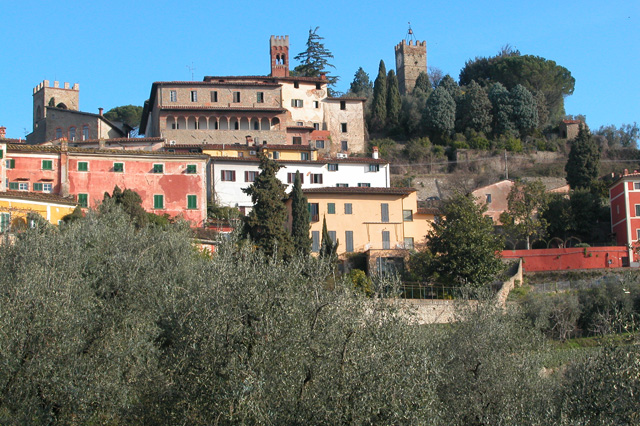
Castello - Monastero di Buggiano - Proprietà dei Magnani nel XIX secolo

- Agostino nato negli anni '70 del XVIII secolo, sposò la contessa Camilla Lucchesini[15] di Fosdinovo. Acquistò, a coronamento della sua operosità, la villa detta Belvedere. Successivamente, incapace di rinunciare alla sua mentalità mercantile, costruì nella proprietà una filanda che diede lavoro ad oltre 200 persone.Villa Belvedere - Massa a Cozzile. Proprietà dei Magnani (1850)Castello - Monastero di Buggiano - Proprietà dei Magnani nel XIX secolo Ma l'obiettivo iniziale era quello di costruire, intorno alla villa, una proprietà simile a quella dei marchesi Feroni e cioè la Villa Bellavista già appartenuta a Cosimo III de' Medici. Difatti, nel corso di un breve spazio temporale, furono acquisiti ben 74 poderi fino ad arrivare ai confini dei blasonati vicini. La morte prematura del proprietario avvenuta nel 1827, non permise di abbellire la villa come era nei progetti[16]. Lasciò tutti i suoi beni patrimoniali alla moglie Camilla Lucchesini, sotto forma tutelare fino alla crescita del figlio Giorgio[17]. La personalità di quest'ultimo fu controversa: c'è chi lo cita come dissoluto e chi come munifico e misericordioso. Fu confratello della Misericordia e si adoperò in modo esemplare durante l'infuriare del colera del 1856 in Valdinievole. Tanto da esser ricordato con un'iscrizione marmorea affissa all'ingresso della Misericordia di Pescia[18]. Fu insignito del ordine dei SS. Maurizio e Lazzaro[19]. Morì nel 1879, dopo aver venduto, in circostanze che non sono note, il vasto patrimonio, lasciatogli dal padre, alla famiglia Ankuri.

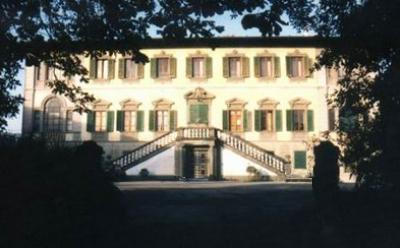
Villa Belvedere - Massa a Cozzile. Proprietà dei Magnani (1850)

- Antonio nato nel 1760 sposa Teresa dei baroni Corsi[15]. Insieme ai fratelli Domenico e lo stesso Agostino diede inizio ad una serie di iniziative atte a rendere visibile la potenza economica raggiunta. Ne sono testimonianza alcune delle opulente e austere residenze della famiglia[20]

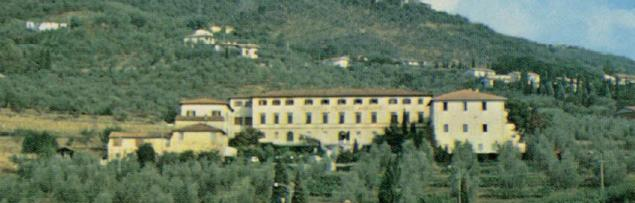
Villa Magnani - Pescia

Villa Magnani di Ricciano, alle porte di Pescia e i palazzi di Agostino, di Bernardo, di Lorenzo (entrambi, questi ultimi, figli di Domenico), e di Isabella figlia di Antonio. Né, d'altra parte, va trascurato l'imponente patrimonio fondiario, che non mancò di dar loro il primato anche in questo settore.
- Domenico nato negli anni sessanta del XVIII secolo sposa, nel 1795, Verdiana della famiglia degli Ansaldi[15], nobili, patrizi di Pisa e industriali di Pescia. Insieme ai suoi figli Lorenzo e Bernardo iniziano una serie di investimenti immobiliari al fine di impiegare l'ingente liquidità riveniente dallo loro attività produttiva. Un'interessante occasione giunse quando, nel 1816, con l'avvento di Napoleone in Italia, fu ordinata l'alienazione di tutti i beni ecclesiastici. Il monastero di Buggiano[23] fu messo all'asta e acquistato da due dei fratelli Magnani (Bernardo e Lorenzo), che iniziarono un'opera di ristrutturazione e recupero, suddividendolo in numerose abitazioni, poi date in affitto agli abitanti del luogo. Nel 1866, un editto di Pio IX, minacciò di scomunica tutti i possessori di beni ecclesiastici[24]. I fratelli Magnani, a questo punto, con grande dispiacere e disappunto, furono costretti a vendere, in quanto una scomunica avrebbe nuociuto gravemente alla loro attività e gettato discredito sulla famiglia che aveva ben altre ambizioni e non solo economiche.
- Pasquale nato nel 1769[15], rimase celibe e si dedicò completamente alle attività delle cartiere e delle filande. Fu personaggio dotato di grandi capacità manageriali[25]. Acquisto in proprio la prestigiosa cartiera "Al Masso", la cartiera "Santa Caterina", la cartiera "Le Carte" e la cartiera "Paradiso"[26]. Morì nel 1834 lasciando eredi, del suo cospicuo patrimonio, i figli dei tre fratelli, a lui premorti.

#### I Magnani e la tratta ferroviaria "Lucca - Pistoia"
In quel periodo di grande fermento innovativo, la zona della Valdinievole sentiva sempre di più la necessità di un collegamento ferroviario che la congiungesse, da una parte, al Mar Tirreno e, dall'altra, ad un centro commerciale importante come Firenze.
 Alcuni esponenti di spicco nelle zone di Lucca e di Pistoia richiesero a Carlo Ludovico di Borbone, Duca di Lucca, il permesso di realizzare un collegamento ferroviario tra Lucca e Pistoia. Autorizzazione che fu concessa con motuproprio il 18 dicembre del 1844. I promotori dell'iniziativa costituirono così una società anonima di cui facevano parte Pasquale Berghini, presidente, ed altri sette consiglieri, tra cui il pesciatino Lorenzo Magnani. Quest'ultimo, si adoperò, ovviamente, per inserire la città di Pescia nel progetto. Per la completa realizzazione della iniziativa occorreva però, anche l'autorizzazione di Leopoldo II di Toscana. Pistoia infatti sorgeva sul suolo granducale. Il Magnani, che ormai da lungo tempo si divideva tra la Pescia, Lucca e Firenze, interpose i suoi buoni uffici presso l'esecutivo leopoldino, ottenendo il 4 aprile 1845 l'autorizzazione a proseguire la strada ferrata fino Pistoia dove la Ferrovia Maria Antonia, avrebbe assicurato i collegamenti con Firenze. Era previsto per l'iniziativa un capitale sociale di otto milioni di lire lucchesi, cifra iperbolica, per quei tempi, se si tiene conto che la paga di un operaio era di una lira giornaliera. Il Magnani e gli altri soci fondatori parteciparono con una quota minima di trenta azioni da mille lire ciascuno. Era previsto che la società, si accollasse tutti gli oneri derivanti dalla spese, rischi e pericoli della costruzione, per ottenere in cambio il diritto a percepire per i cento anni successivi tutti i proventi "dei trasporti e dei transiti" secondo le tariffe concordate con i rispettivi governi. Così dopo un breve periodo di intensi lavori, nel 1848 fu inaugurata, tra l'entusiasmo generale, la stazione di Pescia. Evento che gratificò enormemente il Magnani. Egli, però, non riuscì a vedere né il completamento dell'opera, né l'auspicato collegamento con Firenze, a causa della immatura scomparsa che lo vide morire il 16 settembre del 1856. L'opera fu conclusa, infatti, il 3 febbraio 1859.

### Il primato sociale
Le consuetudini del tempo, non vedevano con favore, l'impegno dei nobili, nelle attività mercantili, anzi veniva considerato un segno di decadenza. Ciononostante, i Magnani non furono mai emarginati e, secondo la loro tradizione, non smisero mai di contrarre matrimoni con famiglie di antico e comprovato blasone. Nella nuova patria toscana, mancava loro, però, l'imprimatur dei ranghi più elevati della società, di cui, gli esponenti, più in vista, vivevano nel capoluogo fiorentino, al cospetto della corte granducale.
Le nuove generazioni si affacciarono con forza in questa nuova dimensione, cercando di penetrare un mondo, in molti casi, difficile, infido e pieno di pregiudizi.
Anche in questo caso non mancarono di centrare il loro obiettivo. Per dirla con lo Spreti "...contrassero alleanze con famiglie nobilissime, come i Guicciardini, i Mozzi del Garbo, gli Strozzi Alamanni, i Gerini, gli Amerighi..." ai quali, aggiungeremmo anche i Bombicci, nei rami Pomi e Pontelli.

Per approfondire vedi Armoriale dei matrimoni Magnani

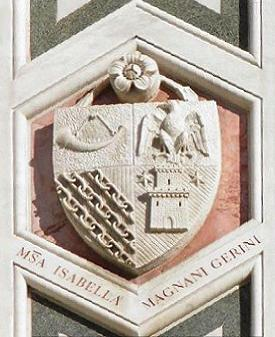
Arme di Isabella Magnani sulla facciata del Duomo di Firenze

- Una delle prime a dare inizio a questa nuova stagione, fu Isabella Elena Magnani[15], figlia di Antonio, nata il 16 dicembre 1811. Essendo già ricchissima, di suo conto, e avendo ereditato, dallo zio Pasquale, un terzo del patrimonio Magnani, fin dalla giovane età si trovò ad amministrare, insieme alla sorella Luisa, un'enorme fortuna.Arme di Isabella Magnani sulla facciata del Duomo di Firenze Le opere da lei lasciate, fanno intravedere una personalità colta e raffinata. Volle subito costruire un palazzo, tutto suo, a Pescia, i cui interni furono decorati da artisti di buona fama[30]. Costruì anche un giardino, che sebbene non grande, era adornato con viali, colonne e piccole fontane a mascherone[31]. Andò nei primi anni '30 del XVIII secolo, in sposa al marchese Carlo Gerini di Firenze[15]. Entrò quindi a far parte di un illustre casato, dotato di imponenti beni immobiliari, che come, molti altri, però, poteva contare su contenute disponibilità finanziarie. La consistente liquidità immessa in famiglia da Isabella, consentì il restauro del palazzo di Firenze di via Ricasoli. Il marchese Gerini inoltre disponeva anche della Villa Le Maschere in Mugello, a cui si aggiunse la Villa di Colonnata, ereditata dal cugino Marchese Ferdinando del Benino. Questa però risultava essere in pessime condizioni e bisognosa di urgenti restauri. Isabella decise quindi di vendere parte delle sue attività e beni immobiliari ai suoi cugini Magnani e contemporaneamente risolse di alienare anche il suo palazzo[32], che fu acquistato, dai cugini Ansaldi.
Fu dato inizio così ad una grande opera di restauro, che restituì, impreziosendole, queste due residenze al loro splendore originario.

Inoltre in occasione dei lavori ultimativi della facciata del Duomo di Firenze, avvenuti tra il 1871 e il 1887, volle essere presente tra i finanziatori del progetto, lasciando, in ricordo, lo stemma rappresentante le insegne sue, partite con quelle del marito, che si può scorgere a sinistra del portone di ingresso.
- Ernesto Luigi nato il 16 aprile 1809, di Domenico, ebbe in sposa la contessa Caterina di Ferdinando Guicciardini[15], appartenente ad una delle famiglie più antiche, ricche e nobili di Firenze. Pur continuando a seguire le sue attività in Valdinievole, si stabilì a Firenze, dove comprò, dai Rosselli del Turco,un palazzo[34][35] nei pressi del Duomo, in via di Sant'Egidio. Si divise tra Firenze e Pescia, dove si stabilì definitivamente e lasciò due eredi: Ferdinando e Livia. Quest'ultima, fu scrittrice, sotto lo pseudonimo di Conte di Serralta. Tra le sue opere, la più conosciuta fu Macchiette fiorentine del 1883. Colta e raffinata, manifestò apertamente idee liberali e intrattenne rapporti con diverse personalità del tempo, come Gino Capponi, Giuseppe Verdi, Alessandro Dumas, Giosuè Carducci e Gabriele D'Annunzio[36]. Si ricorda qui, per inciso, che sposò Il nobile fiorentino Luigi Bellini delle Stelle[37]. Il loro nipote, ex filio,ultimo della casata, fu Pier Luigi, partigiano, detto Pedro. Si rese famoso alla fine della seconda guerra mondiale per aver bloccato, con pochi uomini, a Musso (Lago di Como), una colonna di mezzi tedeschi in ritirata verso la Germania. Nell'ispezione che ne seguì a Dongo, fu riconosciuto e arrestato Benito Mussolini.

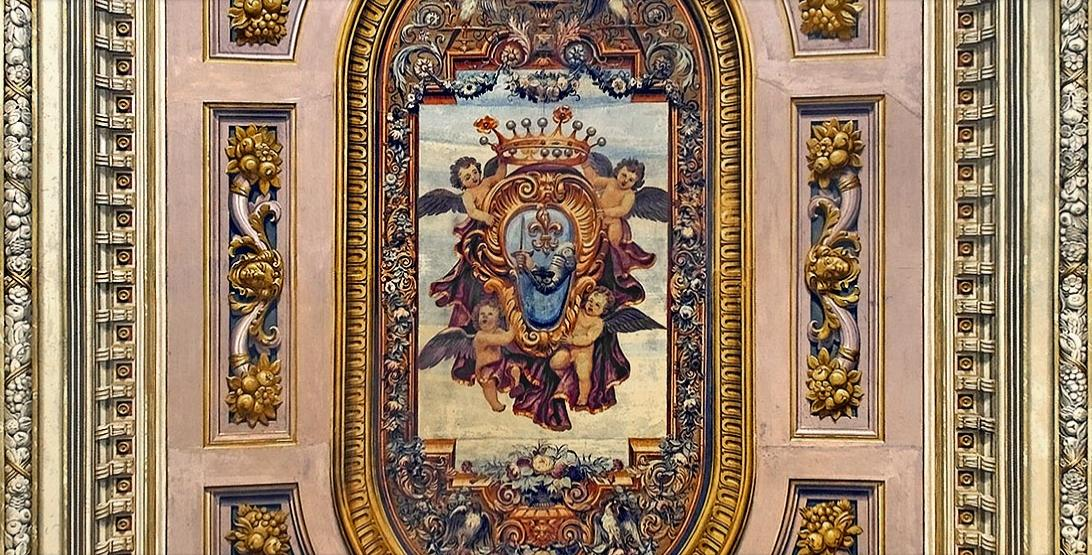
Palazzo Magnani Feroni - Un affresco)

- Lorenzo (al battesimo Michele Lorenzo), figlio di Domenico nacque il 9 maggio 1797[15]. Già citato, con riguardo alla costruzione della tratta ferroviaria Lucca-Pistoia, fu personaggio eclettico e carismatico. Palazzo Magnani Feroni - Un affresco) Anch'egli agli inizi degli anni '30 dell''800, si trasferì a Firenze, dove, già nel 1834[38], risulta proprietario del prestigioso Palazzo Del Pugliese, acquistato dai marchesi Feroni.
Sposò Clementina di Giannozzo dei conti Mozzi del Garbo[15], che come i Guicciardini, vantavano antica nobiltà ed un prestigioso patrimonio immobiliare, la metà del quale, in particolare, quello proveniente dalla famiglia Mozzi passò a questo ramo della famiglia Magnani[39].
. Nel 1838, chiese ed ottenne l'autorizzazione da Leopoldo II a costituire a Mantova, nell'allora Repubblica Cisalpina, un priorato nell'Ordine di Santo Stefano[40], di cui il granduca era Gran Maestro. Nell'occasione fondò una commenda, molto ricca[41], nella quale fece confluire numerosi beni, costituiti, perlopiù, da poderi e fabbricati rurali, nelle comunità di Montecarlo, Pescia, l'attuale Montecatini-Terme e Vellano oltre una vasta tenuta boschiva, sempre nei dintorni di Pescia. Priorato e commenda nei quali, poi succedete nel 1859 il figlio Domenico[42]. Successione effimera, però, poiché nel 1861, con l'abolizione degli ordini religiosi preunitari, il priorato fu soppresso dal neonato stato italiano.
. Nel 1840 fondò insieme a Giuseppe Giusti la Cassa di Risparmio di Pescia[43].
. Nel 1848 fu senatore[44], nel nuovo parlamento del Granducato, dove rappresentò con fermezza gli interessi di Pescia e della Valdinievole. Durante il mandato, scrisse un piccolo trattato[45], a sfondo storico economico, sull'operato dei principi lorenesi in Toscana.
Questi avvenimenti, uniti a quelli di cui si resero protagonisti il fratello Ernesto e la cugina Isabella, aprirono tutti i salotti dell'aristocrazia del tempo e lo stesso palazzo di Lorenzo, che da allora fu conosciuto come Palazzo Magnani[46], divenne un punto di riferimento dell'alta società di Firenze.Monile raffigurante i figli di Lorenzo Magnani e Clementina Mozzi[47]

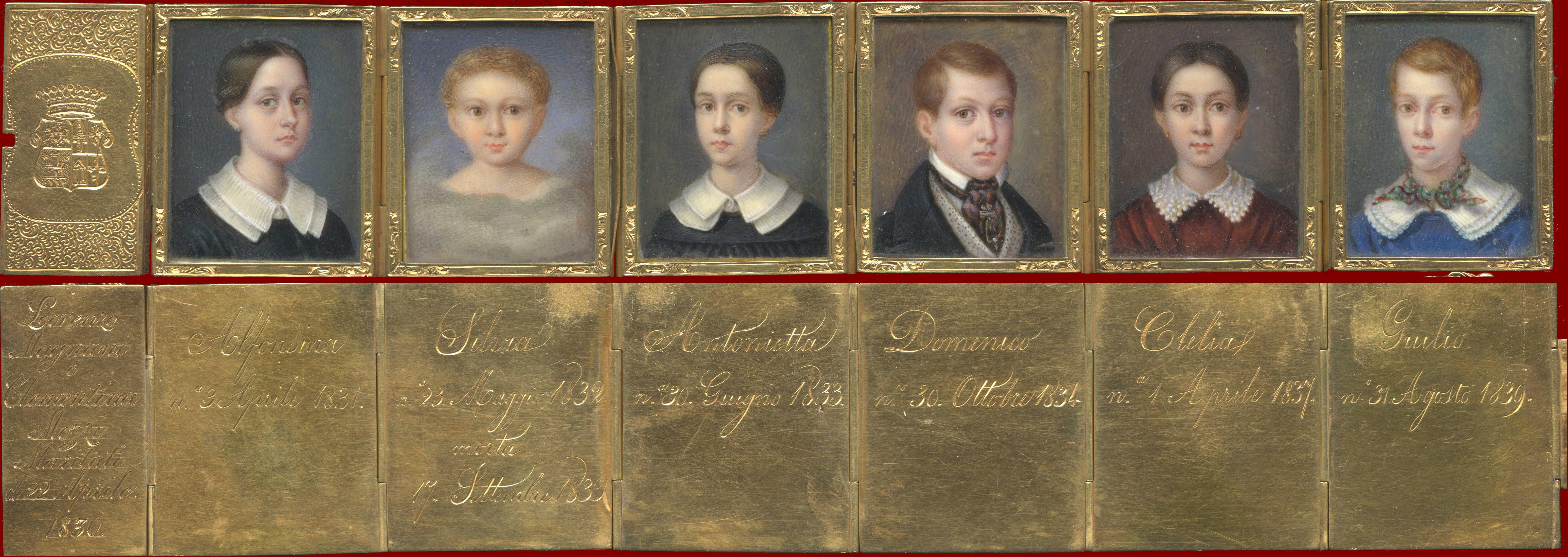
Monile raffigurante i figli di Lorenzo Magnani e Clementina Mozzi

Lorenzo, che può considerarsi uno dei personaggi più illustri della famiglia, si spense all'età di 59 anni lasciando eredi del suo ingente patrimonio i figli.
. A Domenico[15] e Giulio[15] andarono tutti i beni di Pescia, a cui si aggiunsero le attività imprenditoriali della carta e della seta. A Domenico, come si è visto, andarono anche i beni della commenda fondata dal padre.
. A Clelia[15] andò il palazzo[48] fiorentino della famiglia e una tenuta a Montecarlo di Pistoia. Pochi giorni dopo la morte del padre, il 6 ottobre 1856 andò in sposa[49], essendo il matrimonio già preparato da tempo, al conte Fabio Amerighi. Aristocratico fiorentino, di antica famiglia senese. Famiglia che, fra l'altro, fu l'ultima a possedere nella sua interezza il Palazzo Magnani.
. Ad Alfonsina[15], che, il 17 febbraio 1851, andò in sposa a Luigi di Guglielmo Bombicci[15], fu assegnata, insieme alla sorella Antonietta, quella parte del vasto patrimonio dei Mozzi, ereditata dalla madre. Inoltre fu pure destinataria dell'eredità di Pietro Mozzi del Garbo che, non avendo discendenza, nomino lei, erede universale[39]. Nella famiglia Bombicci si estinsero anche, le famiglie Pomi e Pontelli[50]. Di conseguenza, la discendenza di Alfonsina e cioè il figlio Cesare assunse il cognome Bombicci Pontelli ed ereditò, il 26 novembre 1896 anche il titolo di conte, che fu dei Mozzi del Garbo[50].
. Antonietta[51], andò in sposa Luigi Tommasi Aliotti[52]. liquidò tutto il suo patrimonio di Firenze, e si trasferì a Cortona, città, dove il marito era patrizio e sindaco e dove lo stesso, rifondò, nel 1865 la Cassa di Risparmio[53]
. Domenico e Giulio nella Seconda guerra di indipendenza si arruolarono e fecero parte del V Corpo d'Armata al comando del principe Gerolamo Bonaparte. Al ritorno in patria, Domenico sposò nel 1860, la nobile pesciatina, Enrichetta Pagni[54]. Andò a vivere nel palazzo del padre a Pescia e si occupò dell'azienda di famiglia. Morì nel 1905. Giulio si ritirò dall'attività cartaria e si dedicò, con passione, all'agricoltura[55], in particolare si specializzò nella viticoltura, riconvertendo i suoi possedimenti di Montecarlo di Pistoia. Morì nel 1891.
- Giorgio Antonio, di Domenico, nasce il 6 dicembre 1793[15]. La figlia Faustina va in sposa[15] a Lorenzo di Zanobi Strozzi Alamanni, illustre famiglia toscana. Quest'unione non ebbe discendenza e la famiglia si estinse. Faustina, nota come la marchesa Strozzi, animò i salotti culturali fiorentini, con concerti e intrattenimenti letterari. Su di lei furono composti pezzi musicali[56] e lo scrittore norvegese Jonas Lie, scrisse un libro, sulla società fiorentina del tempo, a lei intitolato[57].

In questo modo ebbero termine i rami fiorentini della famiglia Magnani.
- Bernardo di Domenico nato il 23 luglio 1798[15] rimase a Pescia, dove i suoi figli si sposarono con i maggiorenti della città.

In questo contesto di irresistibile ascesa, l'attività imprenditoriale raggiunse il suo apogeo nella prima metà del XX secolo, quando le cartiere Magnani divennero fornitori principali della Banca d'Italia. Successivamente con la nascita, nel 1928 del Poligrafico dello Stato, e l'acquisizione della Cartiere Miliani di Fabriano da parte dello stesso, il primato dei Magnani, nella produzione della carta valori, andò declinando.
Anche nel novecento non mancarono uomini illustri nella famiglia, tra i quali primeggia per tutti:
- Carlo nato a Pescia il 15 maggio 1887. Letterato e studioso di storia locale, fu autore di molteplici pubblicazioni. Nel 1927 fu chiamato a riordinare la biblioteca di Pescia. Questa era ricca di numerosi volumi derivanti da collezioni private e vari lasciti. Soprattutto contava su preziosi manoscritti e incunaboli, provenienti dal convento di Colleviti, ma era in uno stato di grave disordine e praticamente impossibile da consultare. Egli ne fu presidente[58] e provvide al suo inventario e riordino, ottenendo importanti donazioni[59], tra cui le Carte di Sismondi. Dopo la sua morte, avvenuta nel 1965, la biblioteca prese il suo nome, come anche il museo civico, in riconoscimento del suo amore per la cultura e per la ricerca.

Negli anni '80 del XX secolo, quasi tutte le attività del settore cartario vennero dismesse o vendute al Poligrafico dello Stato.
La discendenza della famiglia continua nei rami derivanti da Bernardo, Lorenzo ed Ernesto.

## Blasonatura
Repubblica di Lucca, Principato di Lucca e Piombino, Ducato di Lucca, Granducato di Toscana, Regno d'Italia (fino al 1934)Troncato: nel 1º d'oro, all'aquila d'argento, per inchiesta, coronata del campo; nel 2º di verde, al castello merlato d'argento alla ghibellina, aperto e finestrato di bianco, poggiato su un monte d'oro di tre cime ordinate in fascia, sorgente dalla punta e accompagnato in alto ai fianchi da due stelle di sei raggi dello stesso.
Granducato di Toscana, Regno d'Italia (fino al 1934)Troncato: nel 1º d'oro, all'aquila dal volo spiegato di nero, coronata del campo; nel 2º d'azzurro, al castello turrito di tre pezzi d'argento, accompagnato ai fianchi da due stelle a sei punte d'oro, poggiato su un monte al naturale di tre cime ordinate in fascia, sorgenti dalla punta.
Granducato di Toscana, Regno d'Italia (dal 1934)Troncato: nel 1º d'oro, all'aquila al naturale:, coronata del campo; nel 2º di verde, al castello d'argento merlato alla ghibellina, poggiato su un monte al naturale di tre cime ordinate in fascia, sorgente dalla punta. e accompagnato in alto ai fianchi da due stelle di otto raggi d'oro